# Голос. Дети (Россия)
«Голос. Дети» — вокальное телевизионное шоу, выходящее на Первом канале. Российская адаптация нидерландского формата The Voice Kids.

## Формат
В шоу участвуют дети в возрасте от 7 до 16 лет. Оно является адаптацией оригинального нидерландского формата The Voice Kids. Ранее «Первый канал» уже адаптировал версию для взрослых, в российском варианте озаглавленную «Голос». Ко времени выхода на экраны детского «Голоса» уже состоялось два сезона взрослого. В «Голосе. Дети» три наставника. Каждый из них набирает себе команду, состоящую из 15 конкурсантов.
Формат «Голосa. Дети» отличается от взрослого сокращённым временем соревнования и состоит из следующих этапов: слепые прослушивания, поединки, песня на вылет и финал. Поединки отличаются от взрослого «Голоса», прежде всего тем, что одну песню поют не вдвоем, а втроем. Это сделано по рекомендации детских психологов, так как в таком случае выбывают сразу двое, и ребёнку пережить стресс легче. Отсутствует спасение наставником. Также в каждом выпуске поединков участвует только одна команда. Сразу после окончания поединков начинается этап «Песня на вылет», в котором пять оставшихся в проекте участников поют те композиции, которые они исполняли на слепых прослушиваниях. По результатам этапа наставник выбирает двух финалистов.
Со второго сезона добавлен «Дополнительный этап» (впервые в мировой истории «Голос. Дети»), в ходе которого зрители путем прямого телефонного и SMS-голосования (начиная с 7 сезона — только SMS) выбирают ещё трёх финалистов (по одному в каждой команде) из числа выбывших участников на этапе «Песня на вылет».

## Ведущие
| Ведущие               | Сезоны           | Сезоны           | Сезоны           | Сезоны           | Сезоны           | Сезоны           | Сезоны           | Сезоны           | Сезоны           | Сезоны           | Сезоны           | Сезоны           |
| Ведущие               | 1                | 2                | 3                | 4                | 5                | 6                | 7                | 8                | 9                | 10               | 11               | 12               |
| Основной ведущий      | Основной ведущий | Основной ведущий | Основной ведущий | Основной ведущий | Основной ведущий | Основной ведущий | Основной ведущий | Основной ведущий | Основной ведущий | Основной ведущий | Основной ведущий | Основной ведущий |
| --------------------- | ---------------- | ---------------- | ---------------- | ---------------- | ---------------- | ---------------- | ---------------- | ---------------- | ---------------- | ---------------- | ---------------- | ---------------- |
| Дмитрий Нагиев        |                  |                  |                  |                  |                  |                  |                  |                  |                  |                  |                  |                  |
| Яна Чурикова          |                  |                  |                  |                  |                  |                  |                  |                  |                  |                  |                  |                  |
| Соведущая             |                  |                  |                  |                  |                  |                  |                  |                  |                  |                  |                  |                  |
| Наталья Водянова      |                  |                  |                  |                  |                  |                  |                  |                  |                  |                  |                  |                  |
| Анастасия Чеважевская |                  |                  |                  |                  |                  |                  |                  |                  |                  |                  |                  |                  |
| Валерия Ланская       |                  |                  |                  |                  |                  |                  |                  |                  |                  |                  |                  |                  |
| Светлана Зейналова    |                  |                  |                  |                  |                  |                  |                  |                  |                  |                  |                  |                  |
| Агата Муцениеце       |                  |                  |                  |                  |                  |                  |                  |                  |                  |                  |                  |                  |
| Аглая Шиловская       |                  |                  |                  |                  |                  |                  |                  |                  |                  |                  |                  |                  |
| Валя Карнавал         |                  |                  |                  |                  |                  |                  |                  |                  |                  |                  |                  |                  |

Ведущих программы двое: один ведет программу на сцене, другая помогает юным участникам настроиться перед выступлением. Основным ведущим программы с первого по девятый сезон был Дмитрий Нагиев, с десятого сезона его заменила Яна Чурикова.
В первом сезоне соведущей Нагиева была Наталья Водянова. Во втором сезоне соведущей стала Анастасия Чеважевская, которая уже знакома телезрителям по шоу «Голос»: в первом его сезоне она была подопечной Димы Билана и запомнилась тем, что выступала, будучи на последних месяцах беременности. В третьем сезоне соведущей Нагиева стала Валерия Ланская, в четвёртом — Светлана Зейналова, в пятом — Агата Муцениеце, в шестом — Аглая Шиловская. С седьмого по десятый сезон соведущей вновь стала Агата Муцениеце, став первой соведущей, проработавшей больше одного сезона в проекте. В одиннадцатом и двенадцатом сезонах соведущей была Валя Карнавал.

## Наставники
| Ведущие                                 | Сезоны | Сезоны | Сезоны | Сезоны | Сезоны | Сезоны | Сезоны | Сезоны | Сезоны | Сезоны | Сезоны | Сезоны |
| Ведущие                                 | 1      | 2      | 3      | 4      | 5      | 6      | 7      | 8      | 9      | 10     | 11     | 12     |
| --------------------------------------- | ------ | ------ | ------ | ------ | ------ | ------ | ------ | ------ | ------ | ------ | ------ | ------ |
| Дима Билан                              |        |        |        |        |        |        |        |        |        |        |        |        |
| Пелагея                                 |        |        |        |        |        |        |        |        |        |        |        |        |
| Максим Фадеев                           |        |        |        |        |        |        |        |        |        |        |        |        |
| Леонид Агутин                           |        |        |        |        |        |        |        |        |        |        |        |        |
| Нюша                                    |        |        |        |        |        |        |        |        |        |        |        |        |
| Валерий Меладзе                         |        |        |        |        |        |        |        |        |        |        |        |        |
| Баста                                   |        |        |        |        |        |        |        |        |        |        |        |        |
| Светлана Лобода                         |        |        |        |        |        |        |        |        |        |        |        |        |
| Полина Гагарина                         |        |        |        |        |        |        |        |        |        |        |        |        |
| Егор Крид                               |        |        |        |        |        |        |        |        |        |        |        |        |
| МакSим                                  |        |        |        |        |        |        |        |        |        |        |        |        |
| Юлианна Караулова                       |        |        |        |        |        |        |        |        |        |        |        |        |
| JONY                                    |        |        |        |        |        |        |        |        |        |        |        |        |
| Владимир Пресняков & Наталья Подольская |        |        |        |        |        |        |        |        |        |        |        |        |
| Аида Гарифуллина                        |        |        |        |        |        |        |        |        |        |        |        |        |

Состав наставников первых двух сезонов «Голос. Дети» состоял из трио известных российских музыкантов:
- Дима Билан — российский певец, автор песен, представитель России на песенном конкурсе «Евровидение-2006», где занял 2-е место, победитель песенного конкурса «Евровидение-2008», заслуженный артист Кабардино-Балкарской Республики, заслуженный артист Чеченской Республики, заслуженный артист Республики Ингушетия, народный артист Кабардино-Балкарской Республики, наставник проекта «Голос».
- Пелагея — российская фолк-рок-певица, основательница и солистка группы «Пелагея», наставница проекта «Голос».
- Максим Фадеев — советский и российский композитор, музыкальный продюсер, автор-исполнитель.

В третьем сезоне Дима Билан и Пелагея остались в проекте, а Максим Фадеев покинул его. Новым наставником проекта стал:
- Леонид Агутин — советский и российский певец, поэт-песенник, композитор, заслуженный артист РФ, наставник проекта «Голос».

В четвёртом сезоне состав наставников вновь подвергся изменениям. В проекте остался лишь Дима Билан, а новыми наставниками стали:
- Нюша — российская певица, танцовщица, телеведущая, актриса.
- Валерий Меладзе — российский певец, продюсер, заслуженный артист РФ, народный артист Чеченской Республики.

В пятом сезоне состав наставников вновь изменился. Нюша и Дима Билан покинули проект, а к Валерию Меладзе присоединились Пелагея, вернувшаяся после пропуска сезона, и новый наставник:
- Баста — российский рэп-исполнитель, композитор, продюсер, наставник проекта «Голос»[9].

В шестом сезоне Пелагея и Валерий Меладзе остались в проекте, а место Басты заняла новая наставница:
- Светлана Лобода — украинская певица, телеведущая, представительница Украины на песенном конкурсе «Евровидение-2009», заслуженная артистка Украины, наставница украинского проекта «Голос. Дiти»[10].

В седьмом сезоне состав наставников обновился. В проекте остался Валерий Меладзе, а Пелагею и Светлану Лободу заменили Баста, вернувшийся в проект после пропуска одного сезона, и новая наставница:
- Полина Гагарина — российская эстрадная певица, актриса кино и телевидения, победительница второго сезона проекта «Фабрика звёзд», представительница России на песенном конкурсе «Евровидение-2015», где заняла 2-е место, наставница проекта «Голос».

В восьмом сезоне Баста остался в проекте. Полину Гагарину и Валерия Меладзе заменили, вернувшаяся после одного сезона отсутствия, Светлана Лобода и новый наставник:
- Егор Крид — российский певец, рэп-исполнитель, автор песен, актёр.

В девятом сезоне Баста и Егор Крид остались в проекте. Светлану Лободу заменила, вернувшаяся в проект после пропуска одного сезона, Полина Гагарина.
В десятом сезоне состав наставников вновь изменился. В проекте остались Баста и Егор Крид, а место Полины Гагариной заняла новая наставница:
- МакSим — российская певица, заслуженная артистка Карачаево-Черкесской Республики, заслуженная артистка Республики Татарстан.

В одиннадцатом сезоне состав наставников полностью обновился. В проект после шести сезонов отсутствия вернулся Дима Билан. К нему присоединились новые наставники:
- Юлианна Караулова — российская эстрадная певица, телеведущая, финалистка пятого сезона проекта «Фабрика звёзд», победительница первого сезона шоу «Фантастика».
- JONY — российский певец, автор песен, победитель второго сезона шоу «Маска».

В двенадцатом сезоне Дима Билан остался в проекте. А Юлианну Караулову и JONY заменили новые наставники :
- Владимир Пресняков — советский и российский эстрадный певец, музыкант-клавишник, композитор, наставник проекта «Голос».
- Наталья Подольская — белорусская и российская певица, участница пятого сезона проекта «Фабрика звёзд», представительница России на песенном конкурсе «Евровидение-2005».
- Аида Гарифуллина — российская оперная певица, заслуженная артистка Республики Татарстан, заслуженная артистка РФ.

## Сезоны
На данный момент выпущено 11 сезонов телешоу.
| Команда Билана Команда Пелагеи Команда Фадеева Команда Агутина Команда Нюши | Команда Меладзе Команда Басты Команда Лободы Команда Гагариной Команда Крида | Команда МакSим Команда Карауловой Команда JONY Команда Преснякова & Подольской Команда Гарифуллиной |

| Сезон | Премьера        | Финал           | Победитель                                                        | 2 место                                                           | 3 место                                                           | Победивший наставник                                              | Лучший наставник | Ведущие        | Ведущие               | Наставники | Наставники                              | Наставники       |
| Сезон | Премьера        | Финал           | Победитель                                                        | 2 место                                                           | 3 место                                                           | Победивший наставник                                              | Лучший наставник | Основной       | Соведущая             | 1          | 2                                       | 3                |
| ----- | --------------- | --------------- | ----------------------------------------------------------------- | ----------------------------------------------------------------- | ----------------------------------------------------------------- | ----------------------------------------------------------------- | ---------------- | -------------- | --------------------- | ---------- | --------------------------------------- | ---------------- |
| 1     | 28 февраля 2014 | 25 апреля 2014  | Алиса Кожикина                                                    | Рагда Ханиева                                                     | Лев Аксельрод                                                     | Максим Фадеев                                                     | Не выбирался     | Дмитрий Нагиев | Наталья Водянова      | Дима Билан | Пелагея                                 | Максим Фадеев    |
| 2     | 13 февраля 2015 | 17 апреля 2015  | Сабина Мустаева                                                   | Евдокия Малевская                                                 | Саида Мухаметзянова                                               | Максим Фадеев                                                     | Не выбирался     | Дмитрий Нагиев | Анастасия Чеважевская | Дима Билан | Пелагея                                 | Максим Фадеев    |
| 3     | 20 февраля 2016 | 29 апреля 2016  | Данил Плужников                                                   | Раяна Асланбекова                                                 | Таисия Подгорная                                                  | Дима Билан                                                        | Не выбирался     | Дмитрий Нагиев | Валерия Ланская       | Дима Билан | Пелагея                                 | Леонид Агутин    |
| 4     | 17 февраля 2017 | 28 апреля 2017  | Елизавета Качурак                                                 | Дениза Хекилаева                                                  | Алина Сансызбай                                                   | Дима Билан                                                        | Не выбирался     | Дмитрий Нагиев | Светлана Зейналова    | Дима Билан | Нюша                                    | Валерий Меладзе  |
| 5     | 2 февраля 2018  | 20 апреля 2018  | Рутгер Гарехт                                                     | София Фёдорова                                                    | Анастасия Гладилина                                               | Пелагея                                                           | Не выбирался     | Дмитрий Нагиев | Агата Муцениеце       | Баста      | Пелагея                                 | Валерий Меладзе  |
| 6     | 15 февраля 2019 | 24 мая 2019     | По решению продюсеров победителями сезона стали все 9 финалистов. | По решению продюсеров победителями сезона стали все 9 финалистов. | По решению продюсеров победителями сезона стали все 9 финалистов. | По решению продюсеров победителями сезона стали все 9 финалистов. | Пелагея          | Дмитрий Нагиев | Аглая Шиловская       | Пелагея    | Валерий Меладзе                         | Светлана Лобода  |
| 7     | 14 февраля 2020 | 24 апреля 2020  | Олеся Казаченко                                                   | Софья Туманова                                                    | Артём Фокин                                                       | Баста                                                             | Баста            | Дмитрий Нагиев | Агата Муцениеце       | Баста      | Полина Гагарина                         | Валерий Меладзе  |
| 8     | 12 февраля 2021 | 30 апреля 2021  | Владислав Тюкин                                                   | Елизавета Трофимова                                               | Мария Политикова                                                  | Светлана Лобода                                                   | Баста            | Дмитрий Нагиев | Агата Муцениеце       | Баста      | Светлана Лобода                         | Егор Крид        |
| 9     | 18 февраля 2022 | 29 апреля 2022  | Аделия Загребина                                                  | София Олареско                                                    | Сагын Омирбайулы                                                  | Егор Крид                                                         | Баста            | Дмитрий Нагиев | Агата Муцениеце       | Баста      | Полина Гагарина                         | Егор Крид        |
| 10    | 9 декабря 2022  | 22 февраля 2023 | Анна Доровская                                                    | Милана Пономаренко                                                | Павел Зилёв                                                       | Баста                                                             | Баста            | Яна Чурикова   | Агата Муцениеце       | Баста      | МакSим                                  | Егор Крид        |
| 11    | 6 сентября 2024 | 29 ноября 2024  | Василий Иголкин                                                   | Саид Галиуллин                                                    | Арина Точилова                                                    | Дима Билан                                                        | Дима Билан       | Яна Чурикова   | Валя Карнавал         | Дима Билан | Юлианна Караулова                       | JONY             |
| 12    | сентябрь 2025   | ноябрь 2025     | Неизвестно                                                        | Неизвестно                                                        | Неизвестно                                                        | Неизвестно                                                        | Неизвестно       | Яна Чурикова   | Валя Карнавал         | Дима Билан | Владимир Пресняков & Наталья Подольская | Аида Гарифуллина |

## Обзор сезонов
Участники, чьи имена выделены жирным шрифтом, являются победителями сезонов.

### Сезон 1
Премьера первого сезона проекта «Голос. Дети» состоялась 28 февраля 2014 года. Наставниками в премьерном сезоне стали Дима Билан, Пелагея и Максим Фадеев, ведущими — Дмитрий Нагиев и Наталья Водянова.
От команды каждого наставника в финал прошли два вокалиста:
| Дима Билан      | Пелагея          | Максим Фадеев   |
| Лев Аксельрод   | Рагда Ханиева    | Алиса Кожикина  |
| Кристиан Костов | Анастасия Титова | Ивайло Филиппов |

Три вокалиста (по одному от каждого наставника) прошли во второй финальный раунд. Алиса Кожикина стала победительницей сезона, а Рагда Ханиева и Лев Аксельрод заняли второе и третье места соответственно.

### Сезон 2
Второй сезон стартовал 13 февраля 2015 года. Состав наставников не изменился. Новой соведущей Дмитрия Нагиева стала участница первого сезона проекта «Голос» Анастасия Чеважевская.
От команды каждого наставника в финал прошли три вокалиста:
| Дима Билан        | Пелагея             | Максим Фадеев     |
| Евдокия Малевская | Саида Мухаметзянова | Сабина Мустаева   |
| Алексей Забугин   | Матвей Семишкур     | Ярослав Соколиков |
| София Кварацхелия | Михаил Смирнов      | Эдуард Редико     |

Три вокалистки (по одной от каждого наставника) прошли во второй финальный раунд. Сабина Мустаева стала победительницей сезона, а Евдокия Малевская и Саида Мухаметзянова заняли второе и третье места соответственно.

### Сезон 3
Премьера третьего сезона состоялась 20 февраля 2016 года. Впервые состав наставников изменился: к Диме Билану и Пелагее присоединился наставник проекта «Голос» Леонид Агутин, заменивший Максима Фадеева, который покинул своё кресло. Дмитрий Нагиев в третий раз подряд стал ведущим проекта, и у него вновь появилась новая соведущая — место Анастасии Чеважевской заняла актриса Валерия Ланская.
От команды каждого наставника в финал прошли три вокалиста:
| Дима Билан         | Пелагея          | Леонид Агутин     |
| Данил Плужников    | Таисия Подгорная | Раяна Асланбекова |
| Ярослава Дегтярёва | Азер Насибов     | Ева Тимуш         |
| Мария Панюкова     | Всеволод Рудаков | Марсель Сабиров   |

Три вокалиста (по одному от каждого наставника) прошли во второй финальный раунд. Данил Плужников стал победителем сезона, а Раяна Асланбекова и Таисия Подгорная заняли второе и третье места соответственно.

### Сезон 4
Четвёртый сезон стартовал 17 февраля 2017 года. Состав наставников вновь подвергся изменениям: к Диме Билану присоединились Нюша и Валерий Меладзе, заменившие Пелагею, ушедшую в декретный отпуск, и Леонида Агутина, покинувшего проект. Дмитрий Нагиев остался основным ведущим проекта, и место его соведущей заняла телеведущая Светлана Зейналова.
От команды каждого наставника в финал прошли три вокалиста:
| Дима Билан        | Нюша            | Валерий Меладзе   |
| Елизавета Качурак | Алина Сансызбай | Дениза Хекилаева  |
| Алиса Голомысова  | Юлианна Берегой | Александр Дудко   |
| Снежана Шин       | Ева Медведь     | Стефания Соколова |

Три вокалистки (по одной от каждого наставника) прошли во второй финальный раунд. Елизавета Качурак стала победительницей сезона, а Дениза Хекилаева и Алина Сансызбай заняли второе и третье места соответственно.

### Сезон 5
Премьера пятого сезона состоялась 2 февраля 2018 года. В третий раз подряд состав наставников изменился: к Валерию Меладзе, оставшемуся в проекте с четвёртого сезона, присоединились Пелагея, вернувшаяся из декретного отпуска, и наставник проекта «Голос» Баста. Дмитрий Нагиев в пятый раз подряд стал ведущим проекта, и в четвёртый раз у него сменилась соведущая — место Светланы Зейналовой заняла актриса Агата Муцениеце.
От команды каждого наставника в финал прошли три вокалиста:
| Баста              | Пелагея          | Валерий Меладзе     |
| София Фёдорова     | Рутгер Гарехт    | Анастасия Гладилина |
| Акмаль Ходжаниязов | Вероника Сыромля | Олеся Машейко       |
| Александра Ушакова | Эден Голан       | Тали Купер          |

Три вокалиста (по одному от каждого наставника) прошли во второй финальный раунд. Рутгер Гарехт стал победителем сезона, а София Фёдорова и Анастасия Гладилина заняли второе и третье места соответственно.

### Сезон 6
Премьера шестого сезона состоялась 15 февраля 2019 года. Состав наставников вновь изменился: к Пелагее и Валерию Меладзе присоединилась Светлана Лобода. Дмитрий Нагиев снова стал ведущим проекта, и у него в пятый раз сменилась соведущая. Место Агаты Муцениеце заняла актриса Аглая Шиловская.
От команды каждого наставника в финал прошли три вокалиста:
| Пелагея            | Валерий Меладзе   | Светлана Лобода  |
| Валерий Кузаков    | Ержан Максим      | Микелла Абрамова |
| Рената Таирова     | Анастасия Сисаури | Роберт Багратян  |
| Мариам Абделькадер | Михаил Григорян   | Нино Чеснер      |

Три вокалиста (по одному от каждого наставника) прошли во второй финальный раунд. Микелла Абрамова стала победительницей сезона, а Ержан Максим и Валерий Кузаков заняли второе и третье места соответственно. С результатом в 56% Лучшей Наставницей сезона стала Пелагея.
После объявления результатов голосования на проект обрушилась волна критики со стороны зрителей, Константин Эрнст заявил, что разрыв между финалистами впервые оказался таким большим: «Активность звонков и СМС в поддержку одного из участников существенно превысила количество голосов за других конкурсантов». «Первый канал» инициировал проверку процедуры подведения итогов. 16 мая 2019 года результаты финала были аннулированы «Первым каналом» в связи с выявленной массовой автоматизированной отправкой голосов. По специальному решению продюсеров победителями сезона стали все 9 финалистов.

### Сезон 7
Премьера седьмого сезона состоялась 14 февраля 2020 года. Состав наставников вновь претерпел изменения. Пелагея и Светлана Лобода покинули проект, а к Валерию Меладзе присоединились Баста, вернувшийся в проект, и наставница проекта «Голос» Полина Гагарина. Дмитрий Нагиев остался основным ведущим проекта, а на место соведущей вернулась Агата Муцениеце, став первой соведущей, проработавшей более одного сезона.
От команды каждого наставника в финал прошли три вокалиста:
| Баста           | Полина Гагарина | Валерий Меладзе    |
| Олеся Казаченко | Артём Фокин     | Софья Туманова     |
| Иван Кургалин   | Артём Морозов   | Кирилл Александров |
| Софья Льорет    | Миржан Жидебай  | Кристина Силлер    |

Три вокалиста (по одному от каждого наставника) прошли во второй финальный раунд. Олеся Казаченко стала победительницей сезона, а Софья Туманова и Артём Фокин заняли второе и третье места соответственно. С результатом в 40% Лучшим Наставником сезона стал Баста.

### Сезон 8
Премьера восьмого сезона состоялась 12 февраля 2021 года. Состав наставников изменился: Полина Гагарина и Валерий Меладзе покинули свои кресла, а к Басте присоединились Светлана Лобода, вернувшаяся в проект, и новый наставник — певец Егор Крид. Дмитрий Нагиев вновь стал ведущим проекта, а его соведущей по-прежнему осталась Агата Муцениеце.
От команды каждого наставника в финал прошли три вокалиста:
| Баста             | Светлана Лобода | Егор Крид           |
| Мария Политикова  | Владислав Тюкин | Елизавета Трофимова |
| Кира Гоголадзе    | София Фанта     | Алиса Трифонова     |
| Тимофей Завалинич | Юлия Гаврилова  | Анна Волкова        |

Три вокалиста (по одному от каждого наставника) прошли во второй финальный раунд. Владислав Тюкин стал победителем сезона, а Елизавета Трофимова и Мария Политикова заняли второе и третье места соответственно. С результатом в 56% Лучшим Наставником сезона стал Баста.

### Сезон 9
Премьера девятого сезона состоялась 18 февраля 2022 года. Состав наставников снова подвергся изменениям. Светлана Лобода покинула проект, а к Басте и Егору Криду присоединилась Полина Гагарина, вернувшаяся в проект после годичного отсутствия. Дмитрий Нагиев в девятый раз стал ведущим проекта, а Агата Муцениеце — в четвертый.
От команды каждого наставника в финал прошли три вокалиста:
| Баста          | Полина Гагарина    | Егор Крид        |
| София Олареско | Сагын Омирбайулы   | Аделия Загребина |
| Елисей Касич   | Малика Тайгибова   | Фёдор Сорокин    |
| Ксения Канн    | Анастасия Чумакова | Шамиль Ибадов    |

Три вокалиста (по одному от каждого наставника) прошли во второй финальный раунд. Аделия Загребина стала победительницей сезона, а София Олареско и Сагын Омирбайулы заняли второе и третье места соответственно. С результатом в 42% Лучшим Наставником сезона стал Баста.

### Сезон 10
Премьера десятого сезона состоялась 9 декабря 2022 года. Состав наставников вновь претерпел изменения. Полина Гагарина покинула своё кресло, а к Басте и Егору Криду присоединилась новая наставница — певица МакSим. Впервые в истории проекта поменялся основной ведущий: место Дмитрия Нагиева заняла Яна Чурикова. Агата Муцениеце в пятый раз стала соведущей.
От команды каждого наставника в финал прошли три вокалиста:
| Баста                 | МакSим              | Егор Крид          |
| Анна Доровская        | Павел Зилёв         | Милана Пономаренко |
| Константин Горишняков | Лев Смирнов         | Денис Макаров      |
| Иван Рогунов          | Марианна Айрапетянц | Софи Сингх         |

Три вокалиста (по одному от каждого наставника) прошли во второй финальный раунд. Анна Доровская стала победительницей сезона, а Милана Пономаренко и Павел Зилёв заняли второе и третье места соответственно. С результатом в 60% Лучшим Наставником сезона стал Баста.

### Сезон 11
Премьера одиннадцатого сезона состоялась 6 сентября 2024 года. Состав наставников полностью изменился. Дима Билан вернулся в проект после шести сезонов отсутствия. К нему присоединились новые наставники — певцы Юлианна Караулова и JONY. Яна Чурикова во второй раз стала ведущей проекта. Впервые с седьмого сезона сменилась соведущая: место Агаты Муцениеце заняла Валя Карнавал.
От команды каждого наставника в финал прошли три вокалиста:
| Дима Билан        | Юлианна Караулова | JONY               |
| Василий Иголкин   | Арина Точилова    | Саид Галиуллин     |
| Нелли Байматова   | Роман Скробот     | Андрей Прибыльский |
| Григорий Дружинин | Эвелина Радбиль   | Анна Кукина        |

Три вокалиста (по одному от каждого наставника) прошли во второй финальный раунд. Василий Иголкин стал победителем сезона, а Саид Галиуллин и Арина Точилова заняли второе и третье места соответственно. С результатом в 52% Лучшим Наставником сезона стал Дима Билан.

### Сезон 12
Премьера двенадцатого сезона состоится в сентября 2025 года. Состав наставников вновь подвергся изменениям: к Диме Билану присоединились  — певцы Владимир Пресняков, Наталья Подольская и Аида Гарифуллина. Яна Чурикова в третий раз стала ведущей проекта, а её соведущей по-прежнему осталась Валя Карнавал.
От команды каждого наставника в финал прошли четыре вокалиста:
| Дима Билан | Владимир Пресняков & Наталья Подольская | Аида Гарифуллина |

## Голосование за Лучшего Наставника
| Сезон                                        | Лучший Наставник                             | Лучший Наставник                             | Лучший Наставник                             | Лучший Наставник                             | Лучший Наставник                             | Лучший Наставник                             |
| Сезон                                        | 1 место                                      | %                                            | 2 место                                      | %                                            | 3 место                                      | %                                            |
| С 1 по 5 сезон Лучший Наставник не выбирался | С 1 по 5 сезон Лучший Наставник не выбирался | С 1 по 5 сезон Лучший Наставник не выбирался | С 1 по 5 сезон Лучший Наставник не выбирался | С 1 по 5 сезон Лучший Наставник не выбирался | С 1 по 5 сезон Лучший Наставник не выбирался | С 1 по 5 сезон Лучший Наставник не выбирался |
| -------------------------------------------- | -------------------------------------------- | -------------------------------------------- | -------------------------------------------- | -------------------------------------------- | -------------------------------------------- | -------------------------------------------- |
| 6                                            | Пелагея                                      | 56%                                          | Валерий Меладзе                              | 25%                                          | Светлана Лобода                              | 19%                                          |
| 7                                            | Баста                                        | 40%                                          | Полина Гагарина                              | 33%                                          | Валерий Меладзе                              | 27%                                          |
| 8                                            | Баста                                        | 56%                                          | Егор Крид                                    | 27%                                          | Светлана Лобода                              | 17%                                          |
| 9                                            | Баста                                        | 42%                                          | Полина Гагарина                              | 37%                                          | Егор Крид                                    | 21%                                          |
| 10                                           | Баста                                        | 60%                                          | Егор Крид                                    | 24%                                          | МакSим                                       | 16%                                          |
| 11                                           | Дима Билан                                   | 52%                                          | Юлианна Караулова                            | 26%                                          | JONY                                         | 22%                                          |
| 12                                           | Неизвестно                                   | Неизвестно                                   | Неизвестно                                   | Неизвестно                                   | Неизвестно                                   | Неизвестно                                   |

## Голос. Уже не дети
«Голос. Уже не дети» — российская адаптация формата «All Stars», в котором выступают артисты, участвовавшие в предыдущих сезонах.
| Команда Билана Команда Пелагеи Команда Гагариной Команда Крида |

| Сезон | Премьера        | Финал           | Победитель       | 2 место         | 3 место        | 4 место         | Победивший наставник | Лучший наставник | Ведущая      | Наставники | Наставники | Наставники      | Наставники |
| Сезон | Премьера        | Финал           | Победитель       | 2 место         | 3 место        | 4 место         | Победивший наставник | Лучший наставник | Ведущая      | 1          | 2          | 3               | 4          |
| ----- | --------------- | --------------- | ---------------- | --------------- | -------------- | --------------- | -------------------- | ---------------- | ------------ | ---------- | ---------- | --------------- | ---------- |
| 1     | 1 сентября 2023 | 20 октября 2023 | Вероника Сыромля | Давид Саникидзе | Рената Таирова | Олеся Казаченко | Егор Крид            | Пелагея          | Яна Чурикова | Дима Билан | Пелагея    | Полина Гагарина | Егор Крид  |

### Обзор сезона
Премьера сезона состоялась 1 сентября 2023 года. Наставниками стали Дима Билан, Пелагея, Полина Гагарина и Егор Крид. Ведущая — Яна Чурикова.

От команды каждого наставника в полуфинал прошли четыре вокалиста:
| Дима Билан     | Пелагея             | Полина Гагарина   | Егор Крид           |
| Рената Таирова | Давид Саникидзе     | Олеся Казаченко   | Вероника Сыромля    |
| Мария Панюкова | Иван Кургалин       | Мария Мирова      | Рагда Ханиева       |
| Диана Хитарова | Александра Харазьян | Елизавета Качурак | Елизавета Трофимова |
| Мирон Проворов | Егор Блинов         | Владислав Тюкин   | Анастасия Гладилина |

Четыре вокалиста (по одному от каждого наставника) прошли в финал. Вероника Сыромля стала победительницей проекта, а Давид Саникидзе, Рената Таирова и Олеся Казаченко заняли второе, третье и четвёртое место соответственно.

### Голосование за Лучшего Наставника
| Сезон | Лучший Наставник | Лучший Наставник | Лучший Наставник | Лучший Наставник | Лучший Наставник | Лучший Наставник | Лучший Наставник | Лучший Наставник |
| Сезон | 1 место          | %                | 2 место          | %                | 3 место          | %                | 4 место          | %                |
| ----- | ---------------- | ---------------- | ---------------- | ---------------- | ---------------- | ---------------- | ---------------- | ---------------- |
| 1     | Пелагея          | 38%              | Егор Крид        | 32%              | Дима Билан       | 16%              | Полина Гагарина  | 14%              |

## Специальные выпуски

### Голос. Дети — этоФантастика!
Выпуск вышел в эфир 22 ноября 2024 года. Ведущими были Яна Чурикова и Вадим Галыгин. Наставники угадывали, кто скрывается под аватарами.
| Наставник         | № | Участник           | Персонаж   | Песня                    | Результат | Личность              |
| ----------------- | - | ------------------ | ---------- | ------------------------ | --------- | --------------------- |
| JONY              | 1 | Анна Кукина        | Умка       | «Колыбельная медведицы»  | Угадан    | Пелагея               |
| Дима Билан        | 2 | Григорий Дружинин  | Фрекен Бок | «Эй, вы, там, наверху»   | Угадан    | Анастасия Спиридонова |
| Юлианна Караулова | 3 | Арина Точилова     | Трубадур   | «Луч солнца золотого»    | Угадан    | Сергей Волчков        |
| Дима Билан        | 4 | Нелли Байматова    | Шапокляк   | «Holding Out for a Hero» | Угадан    | Полина Гагарина       |
| Дима Билан        | 5 | Василий Иголкин    | Водяной    | «Дожди»                  | Угадан    | Игорь Корнелюк        |
| Юлианна Караулова | 6 | Роман Скробот      | Малыш Си   | «Бьёт бит»               | Не угадан | Алиса Кожикина        |
| Юлианна Караулова | 7 | Эвелина Радбиль    | Атаманша   | «Песня Атаманши»         | Угадан    | Лариса Долина         |
| JONY              | 8 | Андрей Прибыльский | Бонифаций  | «Circle of Life»         | Угадан    | Александр Панайотов   |
| JONY              | 9 | Саид Галиуллин     | Громозека  | «Трава у дома»           | Угадан    | Сергей Жилин          |

## Рейтинги
Каждый российский телевизионный сезон проходит в период с конца августа по конец мая.
| Сезон | Время показа (МСК) | Выпуски    | Премьера        | Премьера         | Финал                   | Финал          | ТВ сезон   | Общий рейтинг |
| Сезон | Время показа (МСК) | Выпуски    | Дата            | Рейтинг премьеры | Дата                    | Рейтинг финала | ТВ сезон   | Общий рейтинг |
| ----- | --- | ---------- | --------------- | ---------------- | ----------------------- | -------------- | ---------- | ------------- |
| 1     | Пятница 21:30 (вып. 1, 3–9) Суббота 21:30 (вып. 2)                                                                          | 9          | 28 февраля 2014 | 8,6              | 25 апреля 2014          | 8,9            | 2013—2014  | 8,76          |
| 2     | Пятница 21:30 | 10         | 13 февраля 2015 | 8,6              | 17 апреля 2015          | 6,8            | 2014—2015  | 7,59          |
| 3     | Суббота 21:30 (вып. 1) Пятница 21:30 (вып. 2–11)                                                                            | 11         | 20 февраля 2016 | 8,9              | 29 апреля 2016          | 7,8            | 2015—2016  | 7,85          |
| 4     | Пятница 21:30 (вып. 1, 3, 5–11) Среда 21:30 (вып. 2) Суббота 21:20 (вып. 4)                                                 | 11         | 17 февраля 2017 | 8,1              | 28 апреля 2017          | 5,4            | 2016—2017  | 6,45          |
| 5     | Пятница 21:30 (вып. 1–3, 6–11) Четверг 21:30 (вып. 4) Среда 21:30 (вып. 5)                                                  | 11         | 2 февраля 2018  | 6,7              | 20 апреля 2018          | 5,5            | 2017—2018  | 5,46          |
| 6     | Пятница 21:30 (вып. 1–3, 5, 8–12) Четверг 21:30 (вып. 4) Пятница 22:30 (вып. 6)                                             | 12         | 15 февраля 2019 | 6,3              | 26 апреля / 24 мая 2019 | 4,6 / 5,1      | 2018—2019  | 4,84          |
| 7     | Пятница 21:30 | 11         | 14 февраля 2020 | 5,3              | 24 апреля 2020          | 4,9            | 2019—2020  | 5,44          |
| 8     | Пятница 21:30 (вып. 1, 3–6, 8–12) Суббота 21:30 (вып. 2) Суббота 19:30 (вып. 7)                                             | 12         | 12 февраля 2021 | 5,3              | 30 апреля 2021          | 4,2            | 2020—2021  | 4,27          |
| 9     | Пятница 21:30 (вып. 1–2) Суббота 22:00 (вып. 3) Вторник 22:00 (вып. 4) Пятница 22:00 (вып. 5–10) Пятница 21:45 (вып. 11–12) | 12         | 18 февраля 2022 | 4,6              | 29 апреля 2022          | 2,9            | 2021—2022  | 3,06          |
| 10    | Пятница 21:45 (вып. 1–4, 6–11) Пятница 21:30 (вып. 5) Среда 21:45 (вып. 12)                                                 | 12         | 9 декабря 2022  | 3,0              | 22 февраля 2023         | 2,3            | 2022—2023  | 2,76          |
| 11    | Пятница 21:45 (вып. 1–8, 10–13) Суббота 21:45 (вып. 9)                                                                      | 13         | 6 сентября 2024 | 2,7              | 29 ноября 2024          | 2,1            | 2024—2025  | 3,73          |
| 12    | Неизвестно | Неизвестно | Неизвестно      | Неизвестно       | Неизвестно              | Неизвестно     | Неизвестно | Неизвестно    |

### Комментарии
1. ↑  Валерий Кузаков, Рената Таирова, Мариам Абделькадер (команда Пелагеи); Ержан Максим, Михаил Григорян, Анастасия Сисаури  (команда Валерия Меладзе); Микелла Абрамова, Нино Чеснер, Роберт Багратян (команда Светланы Лободы).
2. ↑  Изначально премьера девятого сезона должна была состояться 11 февраля 2022 года, но была перенесена из-за заключительной серии сериала «Цыплёнок жареный».